# Unidad de Respuesta Operativa Rápida
Unidad de Respuesta Operativa Rápida: ( idioma Ucraniano КОРД абр. від Корпус оперативно-раптової дії), comúnmente abreviado como KORD, es una unidad de propósito especial de la Policía Nacional de Ucrania. Está diseñado para responder a situaciones de emergencia, cuyo nivel es tan alto y complejo que puede exceder las capacidades de otras fuerzas de reacción rápida o unidades de búsqueda operativa.

Insignia de la Unidad de Respuesta Operativa Rápida

## Historia
KORD se creó como una fuerza policial especial para la entonces recién creada Policía Nacional de Ucrania. El reclutamiento y la capacitación comenzaron en 2015 y en 2016 se formaron las primeras unidades. KORD recibió entrenamiento de unidades policiales especiales de los Estados Unidos, especialmente de la DEA y el Servicio de Alguaciles de Estados Unidos. La fuerza también estuvo presente en la Operación Antiterrorista en el Este de Ucrania.
KORD ha estado involucrado en los combates en la Invasión rusa de Ucrania de 2022, donde las unidades de Kiev del KORD emboscaron a los tanques y BMP rusos en la ofensiva de Kiev y en la Batalla de Brovary. Por sus acciones, los operadores de KORD recibieron medallas militares del presidente de Ucrania, Volodímir Zelenski.

## Misión

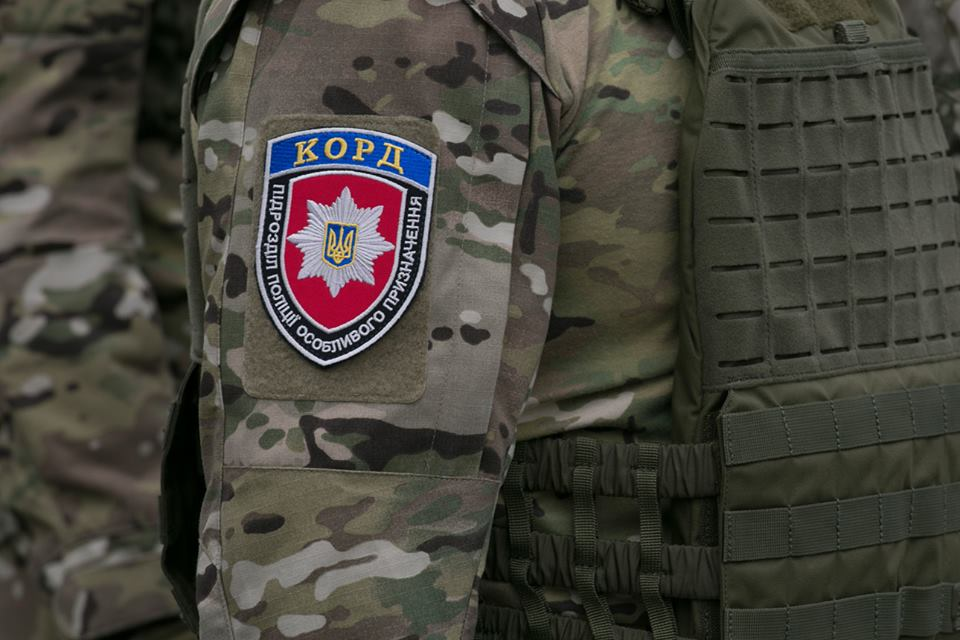
gafete del KORD

Entre las principales misiones del KORD se encuentran:
- Desarrollar, preparar y conducir operaciones especiales para capturar criminales peligrosos;
- Reprimir los delitos cometidos por miembros de grupos delictivos;
- Liberación de rehenes;
- Brindar apoyo de fuerza en la realización de acciones de búsqueda operativa;
- Brindar apoyo a otras unidades policiales para garantizar una potencia de fuego superior a los infractores;
- Participar en operaciones antiterroristas realizadas por el Centro Antiterrorista del Servicio de Seguridad de Ucrania;
- Estudiar y resumir la experiencia nacional y extranjera, así como los métodos de trabajo de unidades extranjeras similares en esta área;
- Asegurar la implementación de medidas de seguridad para las personas involucradas en procesos penales.

## Sedes
El Cuartel General del KORD se encuentra en Kiev y en varias regiones de Ucrania tienen una oficina regional.

## En la cultura popular
KORD aparece en la escena inicial de Tenet (2020), intentando detener un ataque terrorista en la ópera  de Kiev.

## Galería

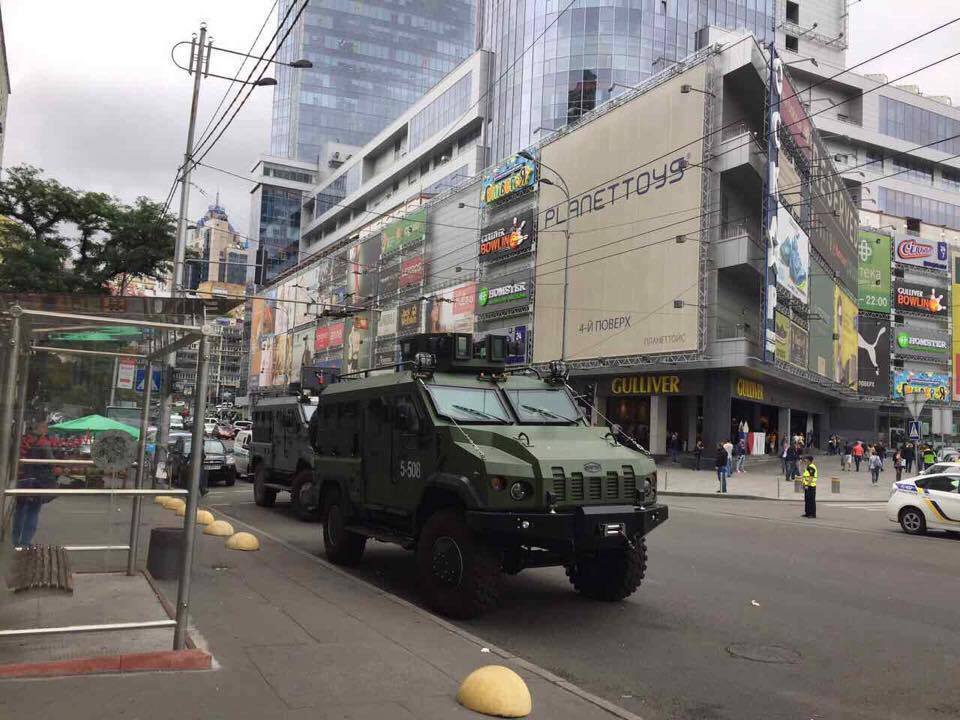
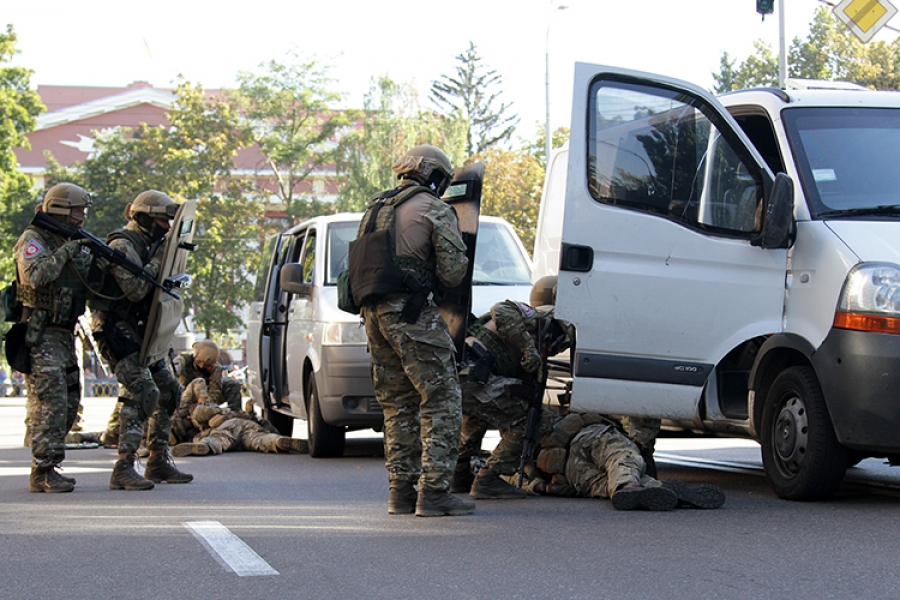
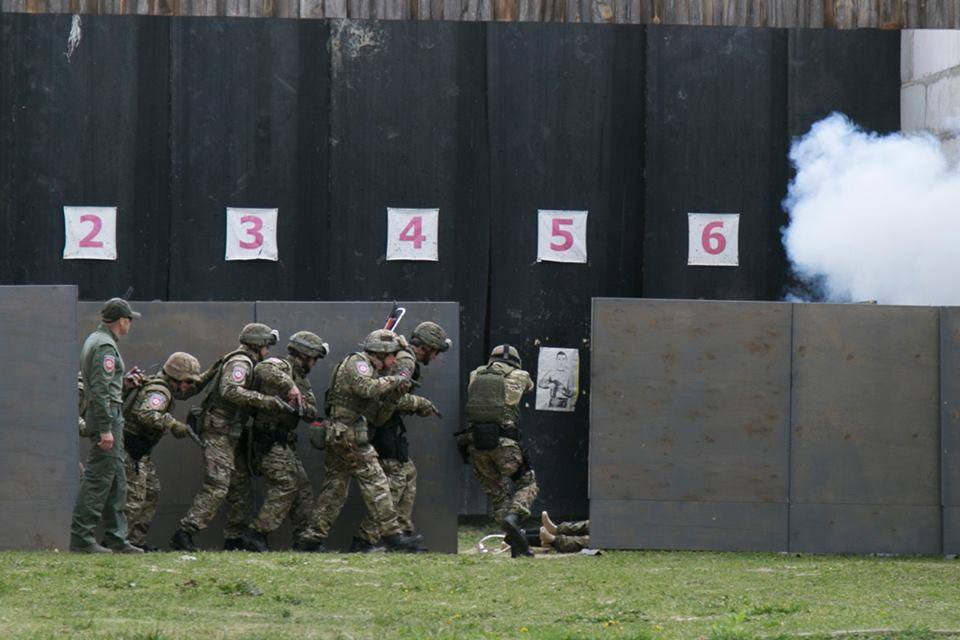
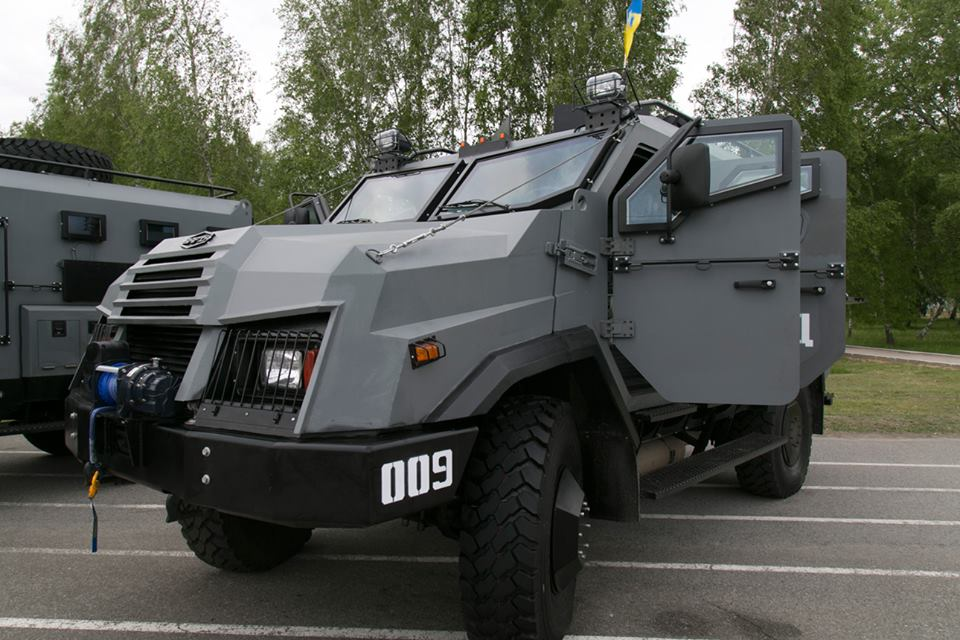
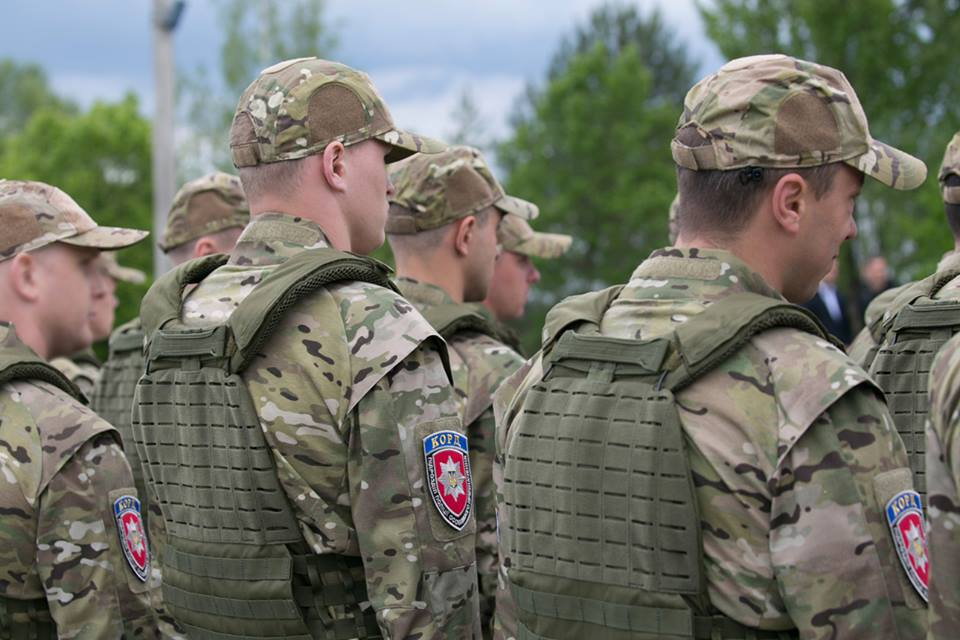

## Enlace
- Esta obra contiene una traducción  derivada de «Rapid Operational Response Unit» de Wikipedia en inglés, publicada por sus editores bajo la Licencia de documentación libre de GNU y la Licencia Creative Commons Atribución-CompartirIgual 4.0 Internacional.